# Акимов, Андрей Григорьевич
Андрей Григорьевич Акимов (1902 — 1940) — деятель государственной безопасности, капитан государственной безопасности.

## Биография
Родился в русской семье крестьян-бедняков, получил неполное среднее образование. В 1916 окончил 2-классное начальное училище в селе Порецкое, в 1920 окончил 1-е отделение трёхгодичных педагогических курсов там же. Состоял членом РКП(б) с 1920, будучи принят Алатырским уездным партийным комитетом Симбирской губернии. С октября 1920 до марта 1921 числился инструктором-статистиком уездного комитета РКП(б) там же. При этом уже с февраля по июль того же года служил в качестве оперативного сотрудника особого отдела (ОО) ВЧК 9-й Кубанской армии в Краснодаре. С июля 1921 до октября 1922 оперативный сотрудник ОО ВЧК-ГПУ во 2-й кавалерийской дивизии в городах Святой Крест, Моздок, Ставрополь-Кавказский. С октября 1922 до января 1923 помощник уполномоченного ОО полномочного представительства (ПП) ГПУ СКВО в городе Ростов-на-Дону. С января 1923 до мая 1924 уполномоченный ОО ОГПУ 13-й Дагестанской дивизии СКВО в городе Буйнакск. С мая 1924 до ноября 1926 работал помощником начальника особого отделения 5-й Ставропольской кавалерийской дивизии в городе Ставрополь-на-Кавказе. В ноябре 1926 до декабря 1928 начальник ОО ОГПУ той же дивизии там же. Одновременно с 1926 до 1928 был членом партийной комиссии этой дивизии. С декабря 1928 до октября 1930 начальник ОО ОГПУ 10-й кавалерийской дивизии СКВО в городе Армавир. С октября 1930 до марта 1933 начальник ОО ОГПУ 28-й стрелковой дивизии СКВО в городе Орджоникидзе, при этом с 1931 до 1933 был членом партийной комиссии этой дивизии, и с 1932 до 1933 член Орджоникидзевской городской контрольной комиссии ВКП(б). С марта 1933 до июля 1934 заместитель начальника ОО ОГПУ 74-й стрелковой дивизии и 9-го стрелкового корпуса СКВО в городе Краснодар, и также с 1933 до 1934 член партийной комиссии этой дивизии. С июля 1934 до марта 1935 заместитель начальника ОО ГУГБ НКВД СССР 74-й стрелковой дивизии и 9-го стрелкового корпуса СКВО в том же городе. С марта 1935 до 7 января 1937 работал инспектором (на правах начальника отдела) при начальнике УНКВД по Азово-Черноморскому краю в городе Ростов-на-Дону, после чего откомандирован в распоряжение УНКВД по Куйбышевскому краю. С 1 февраля 1937 до 9 октября 1937 инспектор при начальнике УНКВД по Куйбышевской области на правах помощника начальника отдела. С 25 мая до 4 июня 1937 был делегатом 7-й Куйбышевской городской партийной конференции. Был оперативным секретарём УНКВД по Куйбышевской области, где 16 сентября 1937 утверждён членом тройки НКВД. Однако уже 9 октября того же года освобождён от должностей и находился в распоряжении отдела кадров НКВД СССР, и 28 числа назначается заместителем начальника административного отдела административно-хозяйственного управления НКВД СССР, с зачислением в действующий резерв ГУГБ НКВД СССР. С 1 июня 1938 пребывал в должности начальника 12-го отделения 2-го отдела 1-го управления НКВД СССР. Перед арестом являлся начальником отделения 3-го специального отдела НКВД СССР. Проживал в столице по адресу: улица Мархлевского, дом 9, квартира 6. 10 ноября 1938 арестован, 3 февраля 1939 уволен из органов государственной безопасности, 16 января 1940 включён в так называемый «сталинский список» по 1-й категории (расстрел). Военной коллегией Верховного суда СССР по обвинению в участии в контр-революционной заговорщической организации 21 января 1940 приговорён к ВМН. Расстрелян на следующий день после вынесения обвинительного приговора. Похоронен на территории Донского кладбища. Посмертно реабилитирован 19 марта 1957 определением ВКВС СССР.

### Звания
- 22 марта 1936 — старший лейтенант государственной безопасности.
- 8 мая 1938 — капитан государственной безопасности.

### Награды
- 1926 — именное оружие от коллегии ОГПУ СССР, автоматический пистолет «Маузер», с дарственной надписью «за храбрость, проявленную в борьбе с бандитизмом».
- 1929 — оружие от полномочного представительства ОГПУ по Северо-Кавказскому краю.
- 1931 — знак «Почётный работник ВЧК-ОГПУ V».
- 1932 — наградные часы от полномочного представительства ОГПУ по Северо-Кавказскому краю.